# Thézey-Saint-Martin
Thézey-Saint-Martin település Franciaországban, Meurthe-et-Moselle megyében. Lakosainak száma 201 fő (2022. január 1.). Thézey-Saint-Martin Alaincourt-la-Côte, Craincourt, Foville, Vulmont, Abaucourt, Létricourt és Phlin községekkel határos.

## Népesség
A település népessége az elmúlt években az alábbi módon változott:
| Lakosok száma | 165  | 168  | 189  | 196  | 204  | 202  | 203  | 203  | 202  | 201  |
|               | 1968 | 1982 | 1990 | 2006 | 2013 | 2015 | 2017 | 2019 | 2020 | 2022 |